# Washington Beltrán
Pour les articles homonymes, voir Beltrán.
Beltrán  Mullin est un nom espagnol. Le premier nom de famille, en général paternel, est Beltrán ; le second, en général maternel, souvent omis, est Mullin.
Jorge Washington Beltrán Mullin, né le 6 avril 1914 à Montevideo et mort en 2003, est un avocat, journaliste et homme d'État uruguayen.
Il est le président de l’Uruguay du 7 février 1965 au 1er mars 1966 (Conseil national du gouvernement).

## Biographie
Membre du Parti national, il est un défenseur de l'herrerisme.